# حمالة بنطال
حِمالة البنطال شريطين منفصلين مرتبطين بالبنطال، يُشبكان من الأمام والخلف وذلك مرورا بكتف الشخص. استغني عنها لفترة، وظهر حزام البنطال المعروف لنا الآن، ثم عادت في السنوات الأخيرة كموضة بتصميم عصري فخم.
اشتهرت بشكل خاص في أواخر القرن التاسع عشر وأوائل القرن العشرين، عندما كانت عنصراً لا غنى عنه في ألبسة الرجال. ويعتقد بأن الحمالات الحديثة ظهرت في عام 1822.
وأحد الشخصيات المعاصرة، المعروفة بارتداء حمالة البنطال هو الراحل لاري كينغ.